# セパレーション (映画)
『邪悪は宿る／セパレーション 魔物の棲む家』（原題:Separation）は2021年に公開されたアメリカ合衆国のホラー映画である。監督はウィリアム・ブレント・ベル、主演はルパート・フレンドが務めた。U-NEXTでの配信時のタイトルは『セパレーション 魔物の棲む家』。

## 概略
ブルックリン。芸術家のジェフ・ヴァンは妻（マギー）から離婚を切り出され、8歳になる娘（ジェニー）の親権をめぐって激しく争っていた。罵り合う両親の姿を見たジェニーは心を痛め、空想の世界に没入することで寂しさを紛らわせていた。そんなある日、マギーが轢き逃げ事故に遭い、治療の甲斐なく亡くなってしまった。ジェニーは母親の死を受け止められずにいたが、ジェフはそんな娘にどう接していいのか分からず、結局ベビーシッター（サマンサ）に丸投げする有り様だった。また、マギーの不慮の死で親権争いは決着するかと思われたが、今度は彼女の父親（ポール）が娘の遺志を継いでジェニーの親権を主張し始めた。こうした状況の中で、ジェニーはますます空想の世界に入り浸るのだった。
しばらくして、ジェニーは人形のような怪物を目撃するようになった。しかも、その怪物はジェフが描いた作品(グリズリー・キン)にそっくりな姿をしていた。怪物はジェニーの周囲にいる全ての人間に敵意を向けており、ジェフたちは命の危険に晒されるのだった。

## キャスト
※括弧内は日本語吹替。
- ジェフ・ヴァン：ルパート・フレンド（中谷一博）
- マギー・ヴァン：メイミー・ガマー（きそひろこ）
- サマンサ・ナリー：マデリーン・ブルーワー（藤野泰子）
- ポール・リヴァース：ブライアン・コックス（仲野裕）
- ジェニー・ヴァン：ヴァイオレット・マッグロウ（小澤美優）
- アラン・ロス：サイモン・クォーターマン（比嘉良介）
- コナー：エリック・トロイ・ミラー（ふくまつ進紗）
- コリー：チェルシー・デボ（青木瑠璃子）
- ピット：マニー・ペレス（宮本淳）
- ロッシ：ローリー・オドム（ニケライ・ファラナーゼ）
- バリスタ女性：ライラ・シュリーヴ（武隈史子）
- 地下鉄の女子：アンナ・マリア・ヴァーガス（後藤佑里奈）

日本語版制作スタッフ　演出：小泉紀介、翻訳：有馬康永、音響：宮澤二郎、制作：IYUNO-SDI GROUP／IYUNO STUDIOS

## 製作・音楽
2018年10月23日、ウィリアム・ブレント・ベル監督の新作映画にルパート・フレンドが出演することになったと報じられた。2019年9月16日、ブレット・デターが本作で使用される楽曲を手掛けるとの報道があった。11月9日、メイミー・ガマー、ブライアン・コックス、マデリーン・ブルーワー、ヴァイオレット・マッグロウがキャスト入りした。2021年4月30日、ムービースコア・メディアが本作のサウンドトラックを発売した。

## マーケティング・興行収入
2021年3月1日、オープン・ロード・フィルムズとブライアクリフ・エンターテインメントが本作の全米配給権を獲得したと報じられた。26日、本作のオフィシャル・トレイラーが公開された。4月30日、本作は全米1751館で封切られ、公開初週末に180万ドルを稼ぎ出し、週末興行収入ランキング初登場4位となった。
当初、本作は2021年4月23日に全米公開される予定だったが、後に公開日は同月30日に延期されることになった。

## 評価
本作は批評家から酷評されている。映画批評集積サイトのRotten Tomatoesには22件のレビューがあり、批評家支持率は9%、平均点は10点満点で4.4点となっている。RogerEbert.comのブライアン・タレリコは本作を4つ星評価で星0としたうえで、「ウィリアム・ブレント・ベル監督のワースト作品」「『セパレーション』は『インシディアス』と『クレイマー、クレイマー』を合体させたような作品だが、リアリティを感じさせる登場人物は出てこず、切迫感もなく、観客を怖がらせるシーンもない。」と述べている。